# Fe, Fi, Fo, Fum et Phooey

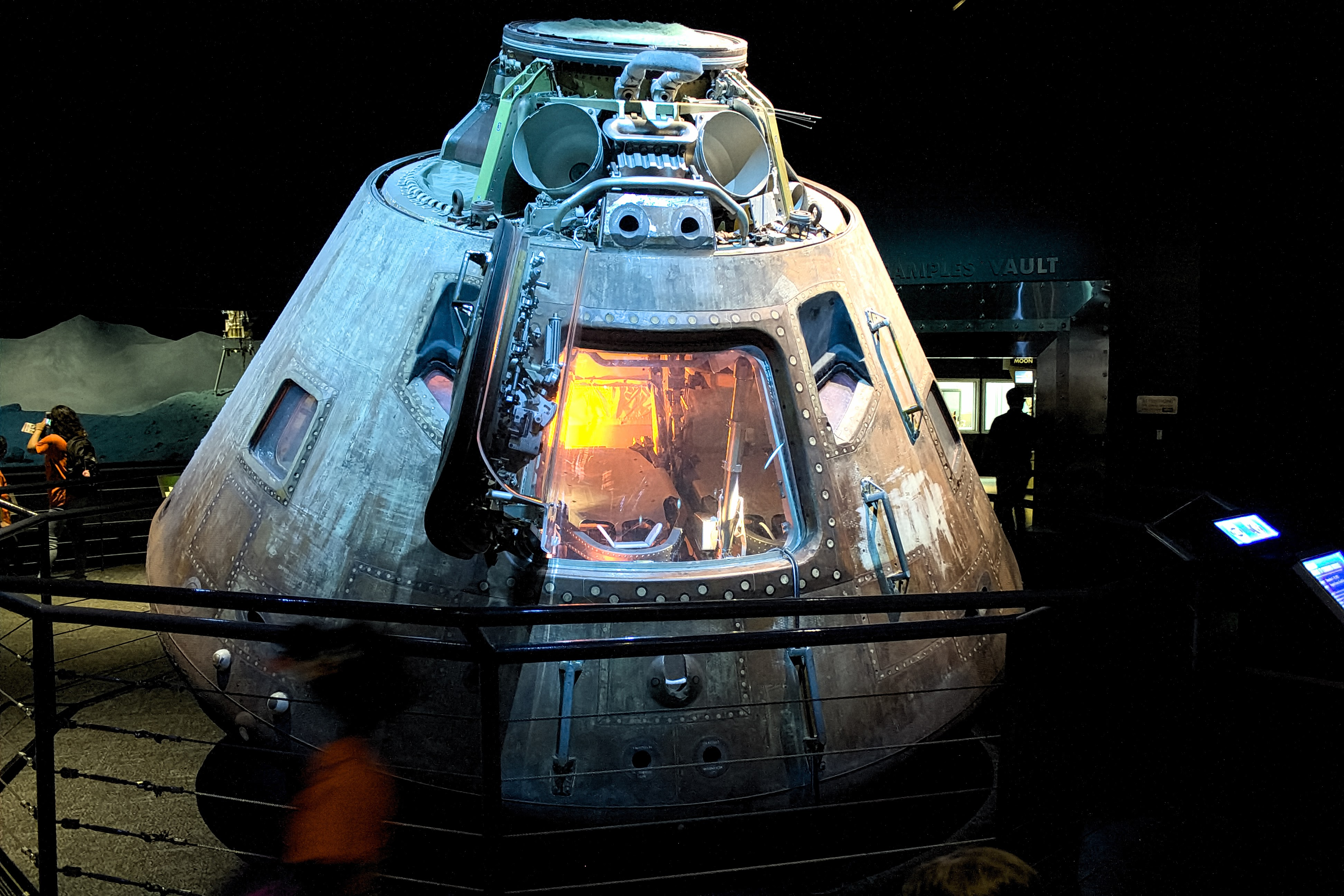
Les cinq souris et trois astronautes reviennent sur Terre depuis la Lune dans le module de commande et de service Apollo, maintenant exposé au Space Center Houston.

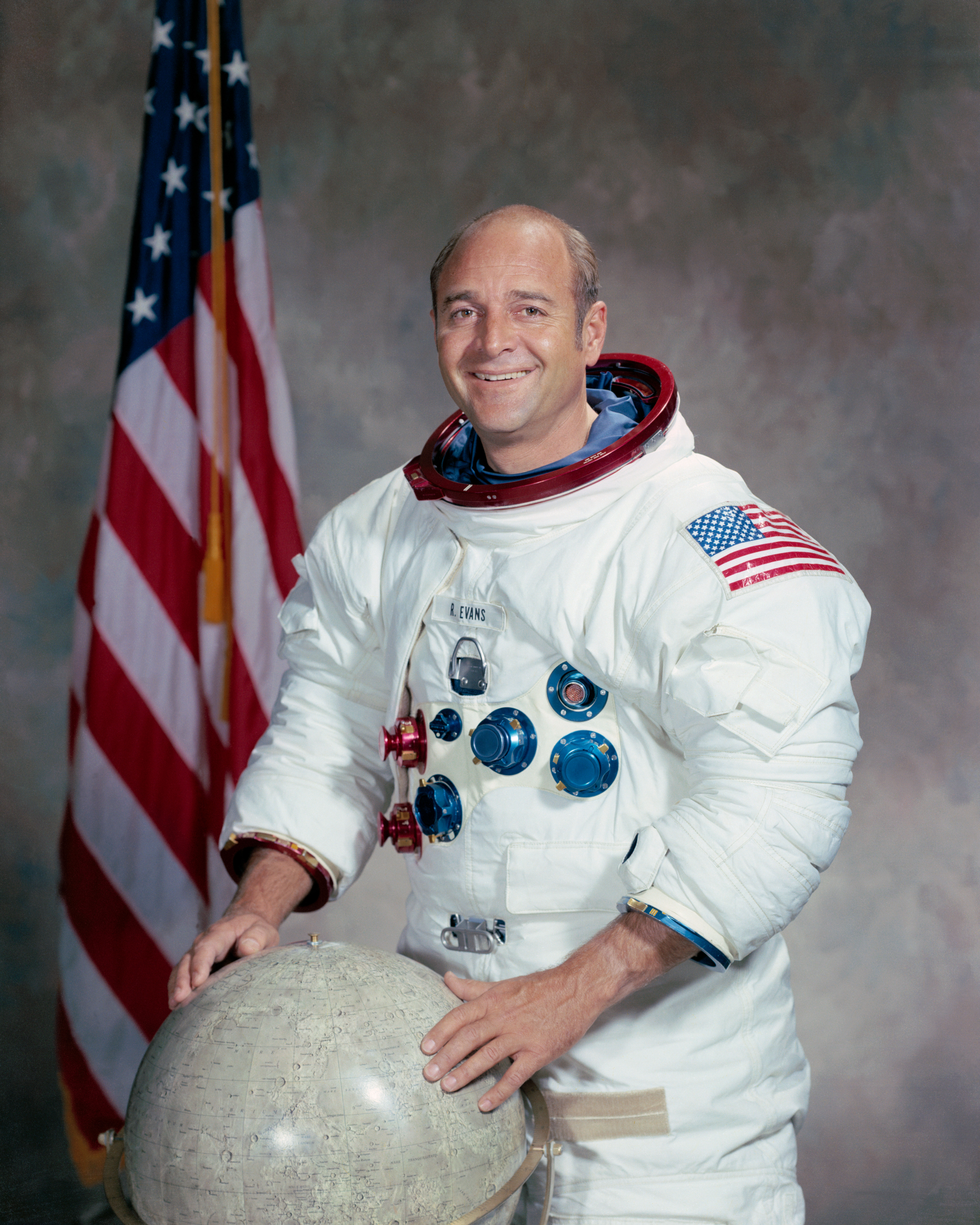
L'astronaute Ronald Evans et les cinq souris orbitent ensemble autour de la Lune pendant plus de six jours.

Fe, Fi, Fo, Fum et Phooey sont cinq souris qui se sont rendues autour la Lune et ayant orbité 75 fois autour de celle-ci lors de la mission Apollo 17 de 1972. La NASA leur donne les numéros d'identification A3326, A3400, A3305, A3356 et A3352, et leurs surnoms sont donnés par l'équipage d'Apollo 17, Eugene Cernan, Harrison Schmitt et Ronald Evans.
Les quatre souris mâles, une souris femelle et Evans tournent autour de la Lune pendant six jours et quatre heures dans le module de commande Apollo pendant que Cernan et Schmitt effectuent les dernières excursions lunaires du programme Apollo. Une des souris est morte (A-3352) pendant le voyage, et les quatre autres sont tuées et disséquées pour observer leur biologie à leur retour de la Lune.
Les trois astronautes et les cinq souris sont les derniers Terriens à se rendre et à orbiter autour de la Lune. Evans et les cinq souris partagent deux records spatiaux : le temps le plus long passé en orbite lunaire (147 heures 43 minutes) et le plus grand nombre d'orbites lunaires parcourues (75).

## Mission
Apollo 17 est lancée le 7 décembre 1972 et revient sur Terre le 19 décembre. Une expérience biologique des rayons cosmiques (BIOCORE) emporte les cinq souris à poches (Perognathus longimembris), une espèce choisie pour l'expérience parce que leurs réponses biologiques sont bien documentées. Certains avantages de l'espèce incluent leur petite taille, leur facilité d'entretien dans un état isolé (ne nécessitant pas d'eau potable pendant la durée prévue de la mission et produisant des déchets hautement concentrés) et leur capacité éprouvée à résister au stress environnemental.
Fe, Fi, Fo, Fum et Phooey sont implantés avec des moniteurs de rayonnement dans leur crâne pour voir s'ils subiraient des dommages causés par les rayons cosmiques. Quatre des cinq souris survivent au vol, la cause du décès de la cinquième n'est pas déterminée.
Après leur retour sur Terre, les quatre souris vivantes restantes sont tuées et disséquées. Bien que des lésions dans leur crâne et dans leur foie soient détectées, elles semblent être sans rapport les unes avec les autres et ne pas être le résultat de rayons cosmiques. Aucun dommage n'est constaté dans les rétines ou les viscères des souris. Au moment de la publication du rapport scientifique préliminaire d'Apollo 17, leur cerveau n'est pas encore examiné. Des études ultérieures révèlent que le vol n'a pas eu non plus d'effet significatif sur leur cerveau.